# Austropanurgus punctatus
Austropanurgus punctatus är en biart som beskrevs av Toro 1980. Austropanurgus punctatus ingår i släktet Austropanurgus och familjen grävbin. Inga underarter finns listade.